# Arthur Nickel
Arthur Nickel (30. prosince 1903 Jílové – ???) byl československý politik německé národnosti, meziválečný poslanec Národního shromáždění za Sudetoněmeckou stranu.

## Biografie
Profesí byl kovářským pomocníkem v Novosedlicích.
Po parlamentních volbách v roce 1935 se stal poslancem Národního shromáždění. Mandát ale získal až dodatečně, v srpnu 1938 jako náhradník poté, co rezignoval poslanec Otto Liebl. Podle údajů z roku 1938 bydlel v Novosedlicích. Poslanecké křeslo ztratil na podzim 1938 v souvislosti se změnami hranic Československa.